# Musée d'Art Ōtsuka

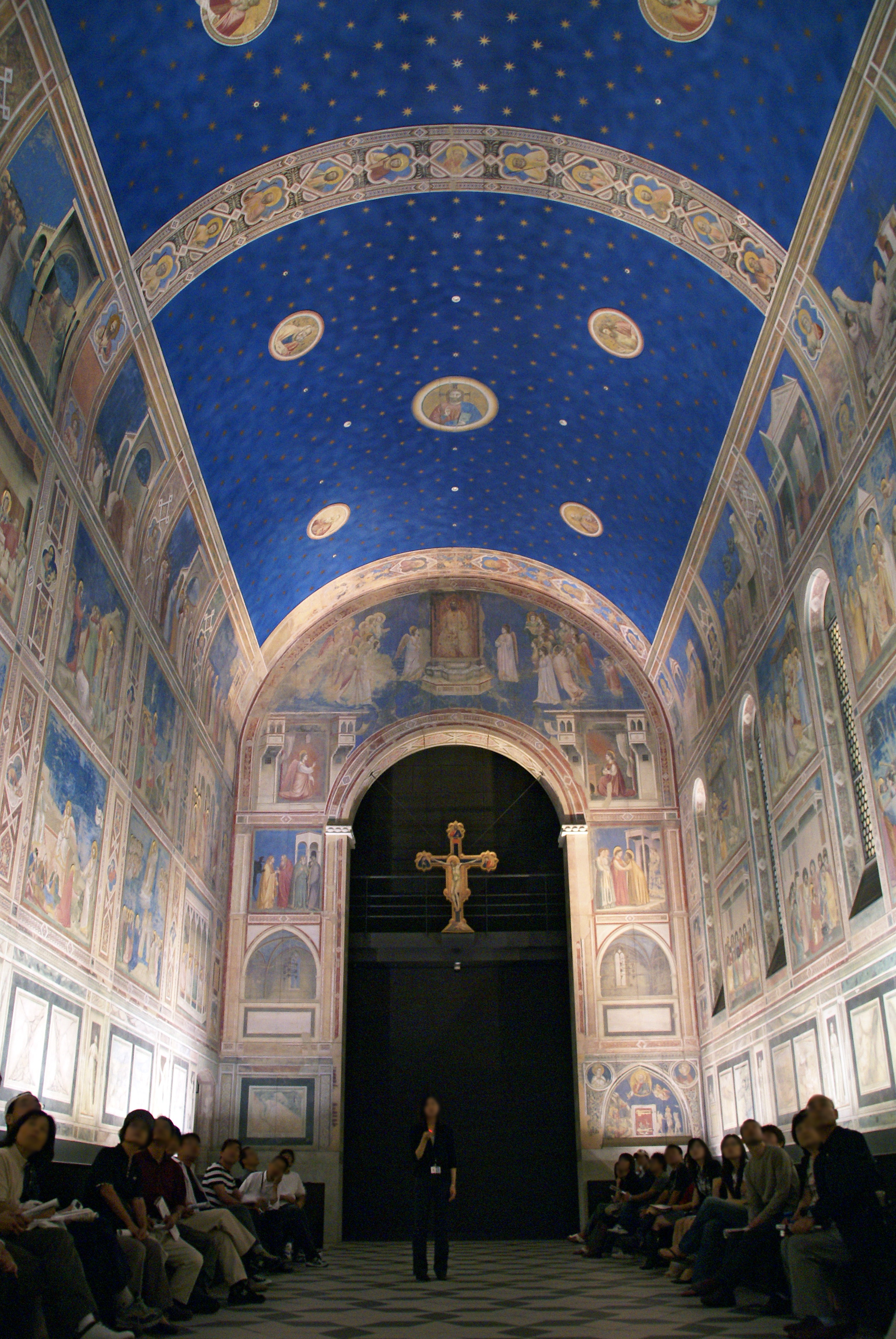
Reproduction en grandeur nature de la chapelle des Scrovegni de Padoue au musée d'Art Ōtsuka

Le musée d'Art Ōtsuka (大塚国際美術館, Ōtsuka Kokusai Bijutsukan) situé à Naruto, dans la préfecture de Tokushima est un musée exclusivement consacré à l'exposition de reproductions de chefs-d’œuvre de l'art. 
C'est le plus grand espace d'exposition au Japon. Sur près de 30 000 m2, il présente plus de mille reproductions en céramique en grandeur réelle d’œuvres d'art majeures, parmi lesquelles notamment la chapelle Sixtine, la chapelle des Scrovegni de Padoue, le triclinium de la villa des Mystères, et Guernica,.
Les œuvres sont copiées par une opération de transfert-impression (en) à partir de photographies avant d'être cuites puis retouchées,. Un robot appelé Mr Art conduit des visites guidées d'une heure à travers les galeries. Le coût du musée, financé par l'industriel Masahito Ōtsuka s'élève à l'équivalent de 400 millions de $ US.

## Description
Le musée a été construit par le groupe pharmaceutique Otsuka pour célébrer le 75e anniversaire de la fondation de l'entreprise. 
Le musée est situé dans le parc national de Naruto, avec une vue sur la mer intérieure. Le parc est aussi un sanctuaire d'oiseaux réputé. 
Le musée a ouvert ses portes le 5 avril 1998. Il expose plus de mille copies de chefs-d’œuvre de l’art occidental des trois derniers millénaires, tout au long des cinq kilomètres du parcours de visite. Parmi les œuvres reproduites, il y a les intérieurs complets, à savoir la chapelle sixtine, la chapelle des Scrovegni de Padoue, les fresques de l'église de Nohant-Vic, la villa des mystères, Les Nymphéas de Monet du musée de l'Orangerie. Parmi les tableaux nombreux, il y a aussi La Cène de Léonard de Vinci, dans ses versions avant et après restauration, Mona Lisa, La Naissance de Vénus, ou une salle Vermeer, et une salle réservée aux autoportraits de Rembrandt. Enfin, il y a des salles thématiques, comme les trompe-l’œil et La femme fatale.